# Otterbach (Weil am Rhein)
Otterbach ist der kleinste Stadtteil von Weil am Rhein. Das im Süden von Weil am Rhein gelegene Otterbach liegt begrenzt zwischen der Bahnstrecke Mannheim–Basel und der davon abzweigenden südöstliche Gleisschleife. Daraus resultiert die etwa dreieckige Form des Stadtteils, der rund 45 Hektar groß ist. Otterbach hat gut 530 Einwohner.

## Beschreibung und Verkehrswege
Der wichtigste Zugangsweg wird durch die B 3 gebildet, welche die geradlinige Durchgangsstraße der Besiedlung auf ihrer Westseite bildet. Gleichzeitig ist Otterbach der südlichste Punkt und der Endpunkt der von Buxtehude von Nord nach Süd verlaufenden Bundesstraße. Von ihr zweigen östlich einige Stichstraßen ab. Im Süden von Otterbach führt die Kreisstraße 6330 (→ Liste der Kreisstraßen im Landkreis Lörrach) ostwärts durch den Dreiländergarten mit Anschluss zur B 317. Die B 3, die K 6330 sowie die Freiburgerstrasse aus Basel sind die einzigen Straßen, die diesen Stadtteil erschließen.
Der Kern des Stadtteils bildet die in den 1930er Jahren angelegte Siedlung „14 Linden“ im Nordteil, die von kleinen, meist einstöckigen Giebelhäusern dominiert werden. Nach Süden hin wird die Bebauung von moderneren Ein- und Zweifamilienhäusern mit Gartengrundstücken gebildet. Die Ostgrenze Otterbachs bildet geradlinig das Waldstück Nonnenholz, das nahtlos in den Dreiländergarten mündet. 
Obwohl der Stadtteil von Bahngleisen umgeben ist, existiert keine direkte Zuganbindung vor Ort. Allerdings befindet sich der Bahnhof Weil am Rhein nur etwa 1,5 Kilometer nördlich von Otterbach.

## Geschichte

Gepäck- und Zollkontrolle in Weil-Otterbach in den 1910er Jahren

Otterbach war ab 1488 ein Sumpfgebiet zwischen Weil und Kleinbasel, das 1640 teilweise an Kleinbasel gelangte. Auf dem bei Baden verbliebenen Teil stand das baslerische Otterbachgut, das zu Friedlingen gehörte. 1911 wurde der wachsenden Einwohnerentwicklung Rechnung getragen, so dass der Gemeinderat Weil in die vier Ortsteile Alt-Weil, Friedlingen, Leopoldshöhe und Otterbach unterteilte. Zu diesem Zeitpunkt gab es in Otterbach drei Gebäude und 35 Einwohner. In den 1930er Jahren entwickelte sich Otterbach in eine Arbeitersiedlung. Am 17. Februar 1936 fand der Spatenstich zu „14 Linden“ statt, einer „Mustersiedlung“ der Nationalsozialisten. 53 Kleinsiedlerstellen und zehn Eigenheime zu enorm günstigen Konditionen wurden damals geschaffen. Allerdings berücksichtigte man beim Bau nicht den hohen Grundwasserstand, was bereits 1938 zu Schadenersatzforderungen gegenüber der Stadt führte.
Seit 2017 verfolgt die Stadt Weil gegenüber der Grundeigentümervertreterin des Kantons Basel-Stadt ein grenzüberschreitendes Planungs- und Entwicklungsvorhaben. Dabei sollen aktuell als Gewerbeflächen genutzte Flächen zu Wohnflächen umgewandelt werden. Das Entwicklungskonzept ist auf einen Zeitraum von acht bis zehn Jahren ausgelegt.

## Einrichtungen

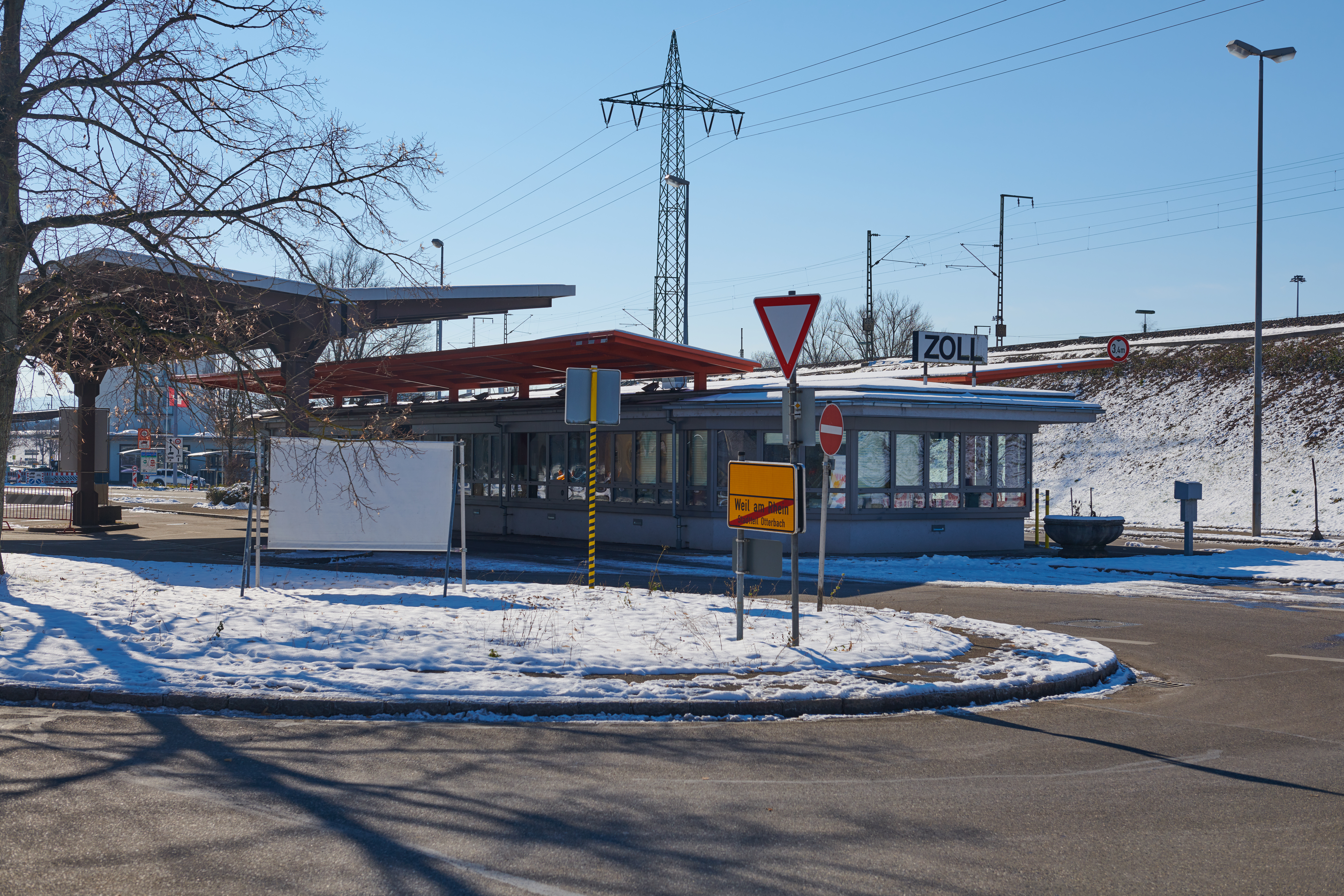
Deutsches Zollgebäude Weil-Otterbach

Otterbach ist fast ausschließlich eine Wohnsiedlung ohne Ortsverwaltung und Ortschaftsrat. Im Nordteil gibt es ein Sport- und Freizeitzentrum für verschiedene Sportarten, unter anderem mit drei Kletterhallen. Ansonsten hat die DLRG Weil am Rhein ihren Sitz im Stadtteil. Darüber hinaus verfügt Otterbach über den Kindergarten St. Franziskus, der von der katholischen Kirche getragen wird.
Das Hauptzollamt Lörrach unterhält in Weil-Otterbach ein Zollamt an der Deutsch-Schweizer-Grenze nach Basel.
Östlich von Otterbach beginnt der Dreiländergarten mit diversen Sportanlagen.

## Öffentlicher Nahverkehr
Die grenzüberschreitende Buslinie 55 der SWEG fährt mit der Haltestelle Otterbach Zoll den Stadtteil an.